# Moroyama
Moroyama (毛呂山町, Moroyama-machi) est un bourg du district d'Iruma situé dans la préfecture de Saitama, au Japon.

## Géographie

### Situation
Moroyama est situé dans le centre de la préfecture de Saitama, à anviron 50 km au nord du centre de Tokyo.

### Municipalités limitrophes
| Ogose | Hatoyama | Sakado |
| Ogose | Moroyama | Sakado |
| Hannō | Hidaka   | Hidaka |

### Démographie
Au 1er octobre 2013, Moroyama avait une population estimée à 38 118 habitants répartis sur une superficie totale de 34,03 km2 (densité de population de 1 120 hab./km2). En décembre 2024, la population était de 32 082 habitants.

### Hydrographie
Le lac Kamakita se trouve dans l'ouest du bourg.

## Histoire
Le bourg de Moroyama a été créé le 1er avril 1939 de la fusion des anciens villages de Moro et Yamane.

## Transports
Moroyama est desservi par la ligne Hachikō de la compagnie JR East et par la ligne Ogose de la compagnie Tōbu.